# Tipula (Schummelia) pokornyana
Tipula (Schummelia) pokornyana is een tweevleugelige uit de familie langpootmuggen (Tipulidae). De soort komt voor in het Oriëntaals gebied.